# Maria De Filippi

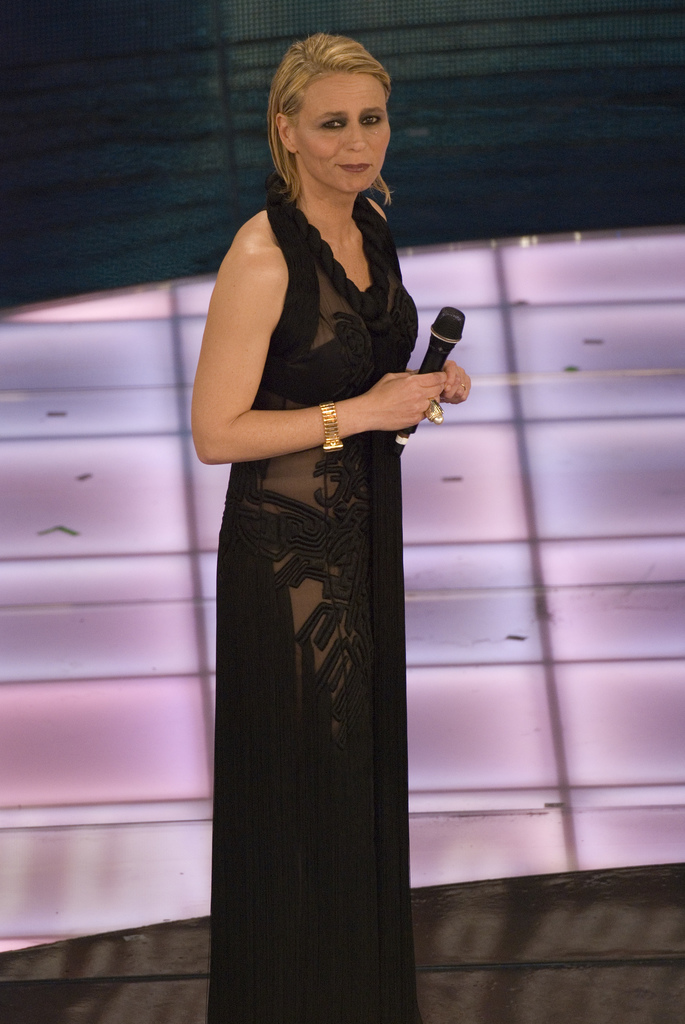
Maria De Filippi in 2009

Maria De Filippi (Milaan, 5 december 1961) is een Italiaanse tv-presentatrice en eigenaar van het televisie-productiebedrijf Fascino PGT. Zij geldt als een van de populairste presentatoren op de Italiaanse televisie en kreeg vele prijzen voor haar werk.

## Biografie
Maria De Filippi werd geboren in Milaan, maar groeide op in Pavia. Hier ging ze naar het gymnasium en de universiteit. Ze is afgestudeerd in de Rechten. Eerst werkte ze in Milaan op de juridische afdeling van een bedrijf dat videobanden produceerde en vanaf 1989 voor een adviesbureau op het gebied van communicatie. Hier leerde zij de journalist en presentator Maurizio Costanzo kennen, met wie zij in 1995 trouwde. In 2004 adopteerden zij een zoon.
Op 14 mei 1993 was De Filippi het slachtoffer van de mislukte aanslag in de Via Fauro te Rome. Deze aanslag van Cosa Nostra was gericht tegen haar man Costanzo, omdat hij in die tijd verschillende programma’s maakte over de strijd tegen de maffia (Giovanni Falcone kwam bijvoorbeeld vaak bij hem). De aanslag bestond uit een bomauto met 100 kilo TNT, die geparkeerd stond in de Via Ruggero Fauro. In deze straat bevond zich het Teatro Parioli, waar de Maurizio Costanzo Show werd opgenomen en waar zij altijd doorheen reden op weg naar huis. Er vielen bij de aanslag geen doden, omdat door een aarzeling van een van de daders de ontsteking enkele seconden later afging dan gepland. Costanzo en De Filippi zaten namelijk in een andere auto dan normaal. Toch zorgde de explosie voor zeven gewonden, onder wie de chauffeur en een lijfwacht, en was er veel schade aan auto’s en huizen in de directe omgeving.
Samen met Alberto Silvestri ontwikkelde De Filippi in 1992 de talkshow Amici, die zij vanaf 1993 ook zelf presenteerde op Canale 5. Sindsdien kwam zij ook steeds vaker op televisie als presentatrice van eigen programma’s op de zenders van het Mediaset-concern, zoals de dating-show Uomini e donne of de docusoap C’è posta per te. In 2001 begon ze met de populaire talentenshow Amici di Maria De Filippi. Marco Carta, Valerio Scanu en Emma Marrone waren drie deelnemers die dankzij Amici een zangcarrière begonnen en ook het prestigieuze Festival van San Remo wisten te winnen in respectievelijk 2009, 2010 en 2012.
Andere programma’s waarin De Filippi als jurylid te zien was, zijn: Music Summer Festival en de talentenshows Italia’s Got Talent en Tu sì Que Vales.
In 2009 was zij voor het eerst een avond bij het door de RAI geproduceerde Festival van San Remo aanwezig als gastpresentatrice. Bij het festival van 2017 vormde ze samen met Carlo Conti het vaste presentatieduo.

## Film
- Natale sul Nilo (2002)
- Finalmente la felicità (2011)
  - In beide films speelt De Filippi zichzelf

## Boeken
- Amici - Dialoghi con gli adolescenti, Milano, Mondadori, 1996. ISBN 88-04-37921-9
- Amici di sera - Gli adolescenti e la famiglia, Milano, Mondadori, 1997. ISBN 88-04-42292-0
  - In beide boeken worden verhalen verteld van mensen die als gast bij Amici in de studio waren.

## Televisie

### Gepresenteerde programma’s
| - Amici (Canale 5, 1992–1996; Italia 1, 1996–1997, 2000–) - Ai tempi miei (Rete 4, 1993) - Amici di sera (Canale 5, 1993–1997, 2000–) - Dice Lui, Dice Lei (Onderdeel van Forum; Canale 5, 1995–1996) - Uomini e donne (Canale 5, 1996–) - Een onderdeel van Buona domenica (Canale 5, 1997–1998) - Accadde domani (Canale 5, 1998) - Missione impossibile (Canale 5, 1998) - Coppie (Canale 5, 1999) - Coppie – interview met Monica Lewinsky (Canale 5, 1999) - Coppie – Ciao Amore (Canale 5, 1999) - Colpo di scena (Canale 5, 1999) | - C’è posta per te (Canale 5, 2000–) - 18° Gran Premio Internazionale dello Spettacolo (Canale 5, 2001) - Saranno famosi (Amici di Maria De Filippi; Italia 1, 2001–2003; Canale 5, 2002–) - Volere o volare (Canale 5, 2004) - Vero amore (Canale 5, 2005) - Striscia la notizia (Canale 5, 2005, 2015) - Unan1mous (Canale 5, 2006) - Festival Sanremo (Rai 1, 2009, 2017) |

### Geproduceerde programma’s
| - Uomini e donne (Canale 5, 1996–) - C’è posta per te (Canale 5, 2000–) - Amici di Maria De Filippi (Canale 5, 2002–) - Volere o volare (Canale 5, 2004) - Grandi domani (Italia 1, 2005) | - Uno due tre stalla (Canale 5, 2007) - Il ballo delle debuttanti (Canale 5, 2008) - Italia’s Got Talent (Canale 5, 2009–2013) - The Winner Is (Canale 5, 2012) - Coca Cola Summer Festival (Canale 5, 2013–) | - Temptation Island (Canale 5, 2014–) - Tú sí que vales (Canale 5, 2014–) - Pequeños gigantes (Canale 5, 2016–) - Selfie – Le cose cambiano (Canale 5, 2016 –) - House Party (Canale 5, 2016 –) |

## Prijzen
| - 1995 - Telegatto Intrattenimento con ospiti voor Amici - 1996 - Telegatto Intrattenimento con ospiti voor Amici di sera - 1997 - Telegatto Personaggio femminile dell'anno - 1998 - Telegatto Intrattenimento con ospiti voor Accadde domani - 2000 - Telegatto Miglior talk show voor C'è posta per te - 2001 - Telegatto Miglior talk show voor C'è posta per te - 2002 - Telegatto Miglior reality show voor Saranno famosi - 2002 - Telegatto Trasmissione dell'anno voor Saranno famosi | - 2003 - Telegatto Miglior reality show voor Amici di Maria De Filippi - 2003 - Telegatto Personaggio femminile dell'anno - 2008 - Telegatto TeleRatto Speciale di Amianto voor Amici di Maria De Filippi - 2011 - Wind Music Award Premio Speciale "Arena di Verona" - 2012 - Premio Regia Televisiva categorie Top Ten met Italia's Got Talent - 2013 - Premio Regia Televisiva categorie Top Ten met Italia's Got Talent - 2015 - Premio Regia Televisiva categorie Top Ten met Amici di Maria De Filippi - 2015 - Premio Regia Televisiva categorie Personaggio femminile dell'anno |